# 후지타 마사토
후지타 마사토(일본어: 藤田 優人, 1986년 5월 8일 ~ )는 일본의 축구 선수이다.

## 구단 경력
그는 2009년부터 2020년까지 J리그의 도쿄 베르디, 요코하마 F. 마리노스, 요코하마 FC, 가시와 레이솔, 사간 도스, 방포레 고후에서 활동하였다.